# Эль-Туито
Эль-Туито (исп. El Tuito) — посёлок в Мексике, в штате Халиско, входит в состав муниципалитета Кабо-Коррьентес и является его административным центром. Численность населения, по данным переписи 2020 года, составила 3835 человек.

## Общие сведения
Название Tuito с языка науатль можно перевести как: божественное место.
В доиспанские времена в регионе проживали различные племена индейцев науа.
В 1525 году регион был покорён племянником Эрнана Кортеса, конкистадором Франсиско Кортесом.
Спустя несколько лет испанцы и португальцы, совместно с тлашкальтеками основали поселение.
В 1823 году оно получило статус посёлка.
В 1871 году Эль-Туито являлся комисарией муниципалитета Тальпа, в 1905 году перешёл в муниципалитет Томатлан, а в 1924 году в муниципалитет Пуэрто-Вальярта. В 1944 году был образован муниципалитет Кабо-Коррьентес, а Эль-Туито стал его административным центром.
Посёлок расположен в 350 км к западу от столицы штата, города Гвадалахара, на федеральной трассе 200.

## Население
| Год  | Численность | Численность |
| ---- | ----------- | ----------- |
| 2000 | 2518        | [ 7 ]       |
| 2005 | 2836        | [ 8 ]       |
| 2010 | 3211        | [ 9 ]       |
| 2020 | 3835        | [ 10 ]      |